# Rio Paranaíba (vattendrag i Brasilien, lat -20,12, long -51,08)
Rio Paranaíba är ett vattendrag i Brasilien. Det ligger i den södra delen av landet, 600 km sydväst om huvudstaden Brasília.
Omgivningen kring Rio Paranaíba är en mosaik av jordbruksmark och naturlig växtlighet. Området är glesbefolkat, med 8 invånare per kvadratkilometer.